# التغذية المدرسية في البلدان منخفضة الدخل

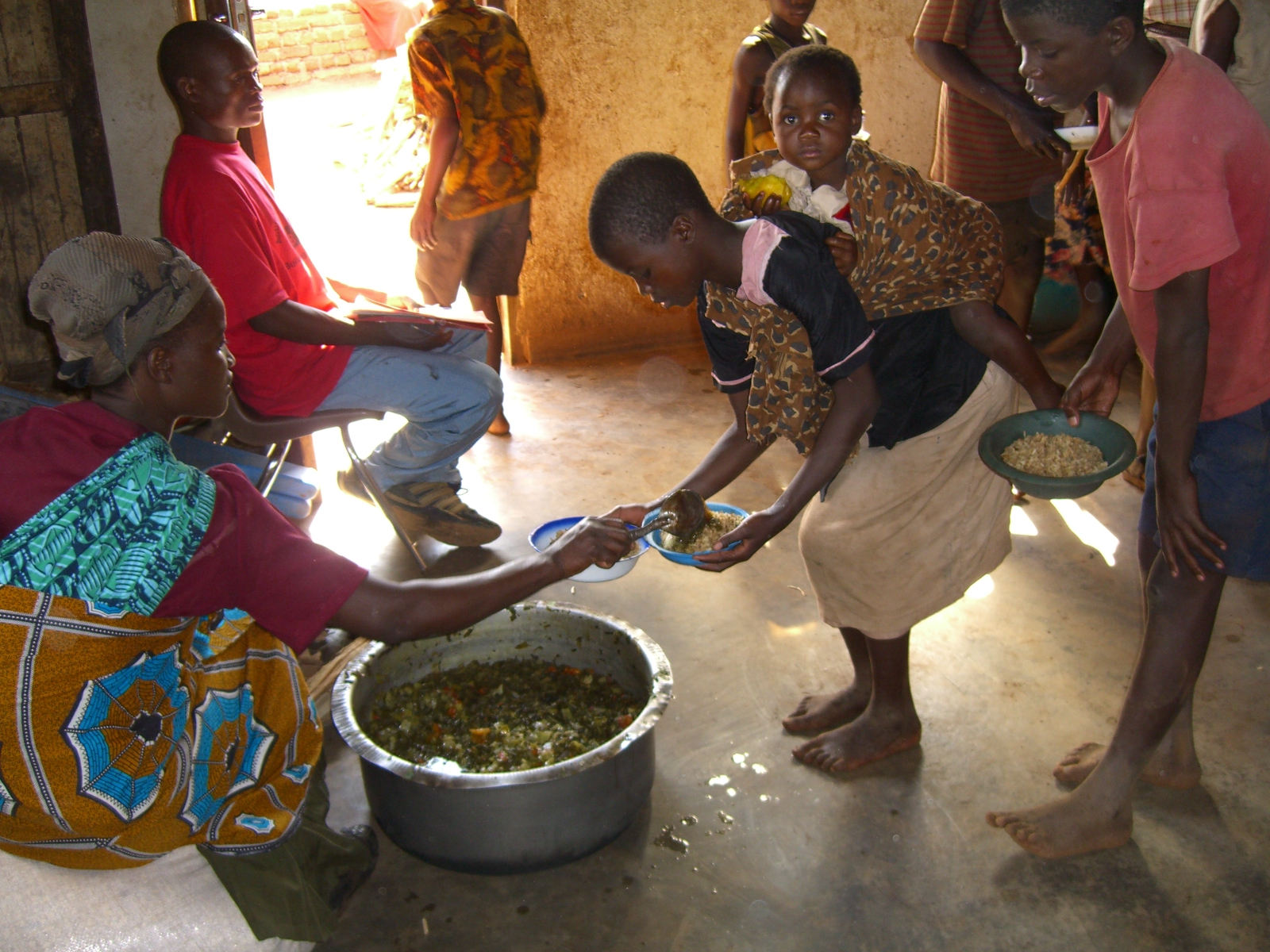
برنامج تغذية مدرسية في مالوي

عرف البنك العالمي برامج التغذية المدرسية بأنها شبكات الأمان الاجتماعي الهادفة لتحسين الفوائد التعليمية والصحية للأطفال الأكثر فقرًا وبالتالي زيادة معدلات التسجيل في المدارس، وتقليل الغياب، وتحسين الأمن الغذائي علي المستوي الأسرة. إلي جانب الإجرائات القائمة من أجل الحصول علي الغذاء، يُأثر برنامج التغذية المدرسية علي الحالة الغذائية والمساواة بين الجنسين والحالة التعليمية تأثيرًا إيجابيًا حيث يساهم كل منهما في تحسين المستوي العام للدولة والتنمية البشرية.
في الوقت الذي تقدم فيه حكومات معظم البلدان ذات الخل المرتفع والمتوسط الوجبات المدرسية في جميع أنحاء العالم، فإن الأطفال الذين قد يستفيدون أكثر من برامج التغذية المدرسية يعيشون في البلدان منخفضة الدخل التي ليس لديها وجبات مدرسية تقدمها الحكومة للأطفال. وكثيرًا ما تبدأ التغذية المدرسية في البلدان منخفضة الدخل بتمويل من المنظمات الدولية مثل: برنامج الغذاء العالمي التابع للأمم المتحدة أوالبنك الدولي أوالحكومات الوطنية من خلال برامج مثل ماكغوفرن دول الدولي للغذاء والتعليم وتغذية الطفل. ومع ذلك، أنشأت بعض الحكومات برامج التغذية أولًا، ث م طلبت المساعدة من هذة البرامج والمنظمات. بالإضافة إلي ذلك، فإن العديد من من البلدان تخلت عن اعتمادها علي المساعدات الأجنبية عن طريق إعادة تشكيل برامج تغذية مدرسية لها؛ لتكون بقيادة البلاد ودعم الذات.
في حين وجود برامج تغذية مدرسية في عدد من البلدان، يختلف كل برنامج علي نطاق واسع من بلد إلي آخر من حيث التصميم والتنفيذ والتقييم. وبالتالي، غالبًا ما تركز المراجعات والدراسات الأدبية علي عدد صغير من البلدان؛ لأن التغذية المدرسية لا يمكن مقارنتها أوتقيمها علي نطاق الدولي.